# Plateau d’Hauteville
Plateau d'Hauteville község Franciaország Auvergne-Rhône-Alpes régiójában, Ain megyében. Új községként 2019. január 1-jén jött létre Cormaranche-en-Bugey, Hauteville-Lompnes, Hostiaz és Thézillieu egyesítésével. A korábbi települések delegált község státusszal az új község részei lettek. Lakosainak száma 4790 fő (2022. január 1.).

## Népesség
| Lakosok száma | 4853 | 4856 | 4844 | 4824 | 4807 | 4790 |
|               | 2017 | 2018 | 2019 | 2020 | 2021 | 2022 |